# Джеррі Вафлор
Джеррі Вафлор (англ. Jerry Vaflor; нар. 1939 або 1940 — пом. 12 червня 2016, Ілоіло) — філіппінський футболіст, який грав на позиції центрального захисника у національній збірній Філіппін, та філіппінський футбольний тренер.
Вафлор грав у Манілі з 1959 до 1962 року, до того, як Філіппінська футбольна федерація найняла британських тренерів Алана Роджерса та Браяна Берча тренувати збірну країни після жахливого результату національної збірної на Азійських іграх 1962 року. На Азійських іграх Філіппіни програли Малайї з рахунком 15-1, гру якої вів Абдул Гані, який забив 11 голів у тому матчі. За словами Вафлора, обидва тренери змінили стиль гри збірної.
Філіппінська асоціація спортивних журналістів визнала Джеррі Вафлора найкращим футболістом країни 1963 року за його успіх, коли він забив гол у товариській грі національної збірної проти клубу «Селангор», у якому грав той самий бомбардир Абдул Гані. Джеррі Вафлор грав у клубних змаганнях до 1972 року. Вафлор грав за «Мералко Редді Кіловаттс», і допоміг клубу виграти Кубок Лобрегата 1968 року. Після виступів на футбольних роках він працював тренером у «La Salle Green Hills». У 1979 році він вивів команду «Зіг-Заг Джаро», що складалася переважно із студентів університу, до фіналу національного чемпіонату Філіппін, де вона програла «Сан-Мігелю».
Джеррі Вафлор помер 12 червня 2016 року в лікарні Святого Павла в місті Ілоіло від пневмонії.